# 브라이언 맥패든
브라이언 맥패든(Brian McFadden, 1980년 4월 12일 ~ )은 아일랜드의 가수로, 웨스트라이프의 일원으로 활동하였다.